# Nazionale maschile di hockey su prato del Galles
La nazionale di hockey su prato del Galles è la squadra di hockey su prato rappresentativa del Galles.
Non partecipa alle olimpiadi né all'Hockey Champions Trophy, nelle quali partecipa la nazionale della Gran Bretagna.

## Partecipazioni

### Mondiali
- 1971-2006 – non partecipa

### Olimpiadi
- 1908 – 3º posto (ex aequo con la Scozia)
- 1920–2008 - non partecipa (partecipa come nazionale della Gran Bretagna)

### EuroHockey Nations Championship
- 1970 - 12º posto
- 1974 - 8º posto
- 1978 - 6º posto
- 1983 - 12º posto
- 1987 - 13º posto
- 1991 - 10º posto
- 1995 - 7º posto
- 1999 - 6º posto
- 2003 - non partecipa
- 2005 - non partecipa
- 2007 - non partecipa